# Armed and Dangerous (película)
Armed and Dangerous (conocida en Hispanoamérica como Armados y peligrosos) es una película estadounidense de 1986 protagonizada por John Candy, Eugene Levy, Robert Loggia y Meg Ryan. Fue dirigida por Mark L. Lester y filmada en Los Ángeles, California.

## Sinopsis
El agente Frank Dooley fue incriminado por el robo de un televisor por dos detectives corruptos. Es despedido de la fuerza, pero escapa a un castigo criminal. El siguiente caso de la corte presenta al desafortunado abogado defensor Norman Kane intentando defender a un líder de la supremacía blanca, quien lo amenaza con la muerte si no lo mantiene fuera de prisión. Kane revela su ineptitud y la amenaza de muerte al juez, que acepta dictar una sentencia larga si promete dejar atrás la ley.

## Reparto
| Actor                 | Personaje          |
| --------------------- | ------------------ |
| John Candy            | Frank Dooley       |
| Eugene Levy           | Norman Kane        |
| Robert Loggia         | Michael Carlino    |
| Kenneth McMillan      | Clarence O'Connell |
| Meg Ryan              | Maggie Cavanaugh   |
| Brion James           | Anthony Lazarus    |
| Jonathan Banks        | Clyde Klepper      |
| Tommy 'Tiny' Lister   | Bruno              |
| James Tolkan          | Lou Brackman       |
| Don Stroud            | Rizzo              |
| Larry Hankin          | Kokolovitch        |
| Steve Railsback       | Cowboy             |
| Robert Burgos         | Mel Nedler         |
| Tony Burton           | Cappy              |
| Larry "Flash" Jenkins | Raisin             |
| Stacy Keach, Sr.      | Juez               |
| Glenn Withrow         | Lawrence Lupik     |
| Tito Puente           | Líder de la banda  |
| Saveliy Kramarov      | Olaf               |